# Karen Tebar
Karen Tebar, née Schetter (née le 19 septembre 1964 à Ludwigsbourg) est une cavalière française de dressage. 
En 2007, son cheval de tête est Falada M, jument hanovrienne. Ses entraîneurs sont Willy Schetter, son père, et Christoph Niemann. 
Karen Tebar a commencé la voltige en cercle à l’âge de cinq ans avant de s’orienter vers l’équitation classique.

## Palmarès
- 2004 : Vainqueur par équipe de la Coupe des Nations du CDIO** de Saumur, 1re au Grand Prix Spécial et au Grand Prix avec Falada M
- 2006 : Championne de France Niveau A Grand Tour à Saumur avec Falada M
- 2007 : Vainqueur par équipe de la Coupe des Nations du CDIO** de Saumur
- 2015 : Championne de France Pro élite à Vierzon avec Don Luis-JO/JEM[2]

Source : Fédération française d'équitation